# Mustafa Kamal (juge)
Mustafa Kamal est le 10e président et juge en chef de la Cour suprême du Bangladesh. Il a rendu un jugement historique dans l'affaire Masdar Hossain, largement connue sous le nom de « séparation du pouvoir judiciaire », qui a marqué une étape importante dans la recherche de la séparation des pouvoirs entre le judiciaire et l'exécutif de l'État. Kamal a été un pionnier de la résolution alternative des conflits (ADR) au Bangladesh, et est considéré par beaucoup comme le « père de l'ADR » au Bangladesh.

## Enfance et éducation
Kamal est né le 9 mai 1933 dans le village de Domar, dans le district de Rangpur de la présidence du Bengale en Inde britannique (aujourd'hui au Bangladesh). Le poète national du Bangladesh, Kazi Nazrul Islam, lui a donné le nom du président turc Mustafa Kemal Atatürk. Le père de Kamal, Abbasuddin Ahmed (en), était un chanteur et compositeur légendaire de la Renaissance bengali. Le frère cadet de Mustafa Kamal, Mustafa Zaman Abbasi, est musicologue et écrivain, et sa sœur cadette, Ferdausi Rahman, est une chanteuse de playback et vocaliste.
Kamal a passé sa petite enfance dans le village de Balarampur à Cooch Behar — un état princier pendant le Raj britannique et maintenant un district du Bengale occidental, en Inde. Plus tard, il a été transféré dans la ville du district de Cooch Behar et a fréquenté les écoles de cette ville. En 1947, il a été transféré avec sa famille à Dacca, la capitale de l'ancien Pakistan oriental.
L'éducation formelle du juge Mustafa Kamal a commencé à l'école Jenkins de Cooch Behar, où il a été admis en troisième classe en 1940. Fondée en 1861, la Jenkins School était l'une des écoles les plus réputées de la présidence du Bengale. Il a continué à étudier dans cette école jusqu'en 1946, date à laquelle il a été transféré à Calcutta et a été admis en classe 9 à la Ballygunge Govt. High School. Kamal a dû retourner à son ancienne école de Cooch Behar plus tard dans la même année car il y a eu une émeute communale à Calcutta au mois d'août. Il a terminé la neuvième classe de l'école Jenkins, et en janvier 1947, il a été réadmis à la Ballygunge Govt. High School en dixième classe. Cette fois encore, il n'a pas pu terminer sa classe à Ballygunge en raison de la partition de l'Inde. En août 1947, Abbasuddin Ahmed, le père de Mustafa Kamal, décide d'émigrer à Dacca. Avant que la partition ne soit finalisée, Kamal, pendant une brève période, a suivi des cours à l'école Jenkins. Finalement, à la fin de l'année 1947, il déménage à Dacca avec sa famille et est admis à la Dacca Collegiate School pour terminer sa dixième année.
En 1948, Kamal s'est présenté à l'examen du Matric de la Dacca Collegiate School. Il est 7e dans la liste de mérite du Dacca Board (tout le Pakistan oriental). Il a fait des études intermédiaires au Jagannath College de Dacca (aujourd'hui une université publique du Bangladesh), et s'est présenté à l'examen en 1950. Cette fois, il s'est classé 5e dans la liste de mérite. En 1950, Kamal a été admis à l'université de Dacca. Kamal a étudié les sciences politiques. En 1953 et 1954 respectivement, il a obtenu des diplômes avec la mention première classe. Il est également premier parmi tous les candidats de la faculté des arts et reçoit une bourse spéciale du gouvernement pakistanais.
En septembre 1955, il se rend en Angleterre avec cette bourse. Il obtient un M.Sc. en 1958 à la London School of Economics (LSE), à Londres, au Royaume-Uni. Pendant qu'il étudiait pour son M.Sc., M. Kamal a rejoint le célèbre Lincoln's Inn et a été admis au barreau en 1959.

## Carrière
Après avoir terminé le cours de droit, l'avocat Mustafa Kamal a été admis au barreau par la Honorable Society of Lincoln's Inn en 1959. Il est retourné à Dacca, et a commencé sa carrière professionnelle en tant qu'avocat la même année. En 1961, il a également rejoint le département de droit de l'université de Dacca en tant que maître de conférences à temps partiel, et ce jusqu'en 1968. Il a également été le conseiller juridique de Rajuk à cette époque. Le gouvernement du Bangladesh l'a nommé procureur général supplémentaire en 1976. En 1977, il a été nommé avocat général de la Haute Cour, lorsque la Haute Cour a été séparée de la Cour suprême. Après onze mois, la Cour suprême et la Haute Cour ont été rétablies, et le poste d'avocat général a été supprimé. Kamal est retourné à la pratique du droit. Il a cependant été appelé à la magistrature le 9 avril 1979, et a été élevé à la division d'appel le 1er décembre 1989. Le juge Mustafa Kamal est devenu le 10e président de la Cour suprême du Bangladesh le 1er juin 1999 et a pris sa retraite le 1er janvier 2000. Il a rendu son dernier jugement dans la célèbre affaire Masdar Hossain, plus connue sous le nom de « séparation du pouvoir judiciaire », qui est considérée comme l'une des cinq affaires les plus importantes de l'histoire constitutionnelle du Bangladesh,.
En 2000, le juge Kamal a rejoint la Banque mondiale en tant que consultant du Bangladesh. Il a contribué à introduire la résolution alternative des conflits (ADR) au Bangladesh en tant que coordinateur général du projet de renforcement des capacités juridiques et judiciaires de la Banque mondiale.
Kamal a également été nommé président de la Commission juridique le 6 décembre 2005, et a assumé ses responsabilités jusqu'au 5 décembre 2007.

## Jugements notables

### Séparation du pouvoir judiciaire
L'arrêt de référence du juge Kamal concernait l'affaire Masdar Hossain (Secretary, Ministry of Finance vs Masdar Hossain 1999), largement connue sous le nom de « séparation du pouvoir judiciaire ». Dans cette affaire, le juge Kamal a établi une feuille de route claire pour la séparation du pouvoir judiciaire inférieur et du pouvoir exécutif. La décision a été déterminée par la question de savoir dans quelle mesure la constitution du Bangladesh a effectivement garanti la séparation du pouvoir judiciaire et des organes exécutifs de l'État, et si les dispositions de la constitution susceptibles de garantir l'indépendance du pouvoir judiciaire ont été suivies dans la pratique. L'arrêt comportant douze points de directive a été prononcé le 7 mai 1997 (rapporté dans 18 BLD 558). Le gouvernement a fait appel, et la division d'appel a confirmé la décision de la division de la Haute Cour avec quelques modifications. L'arrêt a été rendu le 2 décembre 1999 (rapporté dans 52DLR 82). Le gouvernement a reçu des instructions claires pour achever le processus de séparation du pouvoir judiciaire inférieur et de l'exécutif en prenant des mesures, telles que :
- Une commission séparée de rémunération du service judiciaire ;
- l'amendement de la procédure pénale ;
- de nouvelles règles pour la sélection et la discipline des membres du pouvoir judiciaire inférieur.

Cependant, la mise en œuvre a été retardée, apparemment en raison d'un manque de bonne volonté politique. Le juge Mustafa Kamal, après sa retraite, a continué à défendre la cause et a parlé avec audace de la réticence de l'exécutif à mettre en œuvre les directives de la Cour suprême du Bangladesh. Après une longue période d'atermoiements politiques, la mise en œuvre a commencé en 2007.
Kamal a ressenti la nécessité de l'indépendance et de l'autonomie du pouvoir judiciaire avant même 1995, lorsqu'un groupe d'officiers judiciaires a porté devant la Cour la question constitutionnelle qui a conduit à l'issue de l'affaire Masdar Hossain. En 1994, Kamal a été invité par l'université de Dacca à donner la prestigieuse Kamini Kumar Dutta Memorial Law Lecture ; il a choisi le sujet Bangladesh Constitution : Trends & Issues. Cette conférence a fourni des informations précieuses qui ont permis de dégager un consensus sur les réformes nécessaires. L'avocat Manzoor Hasan, qui était le directeur exécutif fondateur de Transparency International Bangladesh (TIB), a observé en 1997 : « Alors que TIB plaidait pour une meilleure gouvernance, le juge Mustafa Kamal exerçait son esprit judiciaire pour réclamer un pouvoir judiciaire inférieur indépendant ou redéfinir les limites du « locus standi » par rapport aux demandes d'assignation ».
La position résolue de Kamal en faveur de l'indépendance du pouvoir judiciaire est apparue clairement dans son premier discours en tant que nouveau juge en chef du Bangladesh, adressé aux membres de l'Association du barreau de la Cour suprême le 1er juin 1999. Kamal a déclaré :

« Nos avocats et nos juges estiment depuis longtemps que le noble principe fondamental de la politique de l'État, incarné par l'article 22 de la Constitution, selon lequel l'État doit assurer la séparation du pouvoir judiciaire et des organes exécutifs de l'État, doit être mis en œuvre sans délai. L'indépendance du pouvoir judiciaire, qui est inscrite dans les articles 94(4) et 116A, n'aura cependant aucun sens si le pouvoir judiciaire ne jouit pas d'une indépendance et d'une autonomie financière et administrative. »

### Redéfinition du «locus standi»
Dans l'arrêt Dr Mohiuddin Farooque Vs Bangladesh (Civil Appeal No. 24 of 1995), la Division d'appel de la Cour suprême du Bangladesh a pris une position ferme sur la tendance libérale moderne du Public Interest Litigation, laissant de côté la vision traditionnelle du locus standi. La Cour suprême a décidé d'interpréter le terme « personne lésée » dans un esprit libéral et avec une attitude progressive, et a ainsi élargi la compétence en matière d'assignation de la Haute Cour qui lui est conférée par l'article 102 de la Constitution de la république populaire du Bangladesh. Le jugement principal a été rendu par le juge Mustafa Kamal le 25 juillet 1996. Dans son explication de la portée du locus standi, Kamal a déclaré dans son jugement :

« Au Bangladesh, une révolution inaperçue mais tranquille a eu lieu sur la question du locus standi après l'introduction de la Constitution de la république populaire du Bangladesh en 1972... D'après le langage utilisé dans l'article 102(1) de notre Constitution, « toute personne lésée » peut saisir la High Court Division pour faire respecter un droit fondamental conféré par la partie ɪɪɪ de la Constitution. En vertu de l'article 102(2)(a), la High Court Division peut rendre une ordonnance à la demande de toute « personne lésée » dans la nature du mandamus, de l'interdiction et du certiorari, à l'exception d'une demande d'habeas corpus ou de quo-warranto. »

### Iddat
L'Iddat est une disposition coranique qui stipule que le mari, après le divorce, est tenu de subvenir aux besoins de l'épouse pendant une période déterminée. Une organisation non gouvernementale (ONG) a déposé une petition pour demander l'annulation ou la modification de cette disposition. La Haute Cour a rendu son jugement contre la disposition coranique de l'Iddat. L'affaire a été transmise à la division d'appel de la Cour suprême par voie de recours. Le juge Mustafa Kamal a joué un rôle actif pour renverser le jugement. La division d'appel a demandé à deux érudits religieux de donner leur avis d'expert. Le banc de la division d'appel a décidé à l'unanimité d'annuler le jugement de la Haute Cour. Dans son jugement, M. Kamal a exprimé sa désapprobation totale de l'ignorance des juges de la Haute Cour des connaissances, normes et philosophie islamiques de base.

## Père de l'ADR au Bangladesh
Préoccupé depuis longtemps par l'arriéré croissant des affaires, qui retardait les décisions des tribunaux et privait de justice un grand nombre de personnes, le juge Mustafa Kamal s'est intéressé aux alternatives aux litiges formels. Peu après son départ à la retraite en tant que juge en chef du Bangladesh, Kamal a dirigé un groupe d'étude juridique de cinq personnes — officiellement appelé The Bangladesh Legal Study Group (BLSG) — dans le but d'introduire la résolution alternative des conflits (ADR), plus particulièrement la médiation, dans le système juridique et judiciaire du Bangladesh. Au cours des années suivantes, il a pris les devants pour introduire l'ADR au Bangladesh. Le juge Mustafa Kamal s'est engagé dès le début à présenter les avantages de la médiation et d'autres formes d'ADR pour réduire l'arriéré des affaires et rendre la justice plus accessible aux citoyens du Bangladesh. Il a formé pendant quatre ans, le plus souvent bénévolement, environ mille cinq cents avocats, juges et auxiliaires de justice aux principes et à la pratique des différentes formes d'ADR. En 2010, le gouvernement du Bangladesh a introduit l'ADR dans de nombreux domaines, y compris les lois sur l'environnement et la famille. Beaucoup considèrent le juge Mustafa Kamal comme le « père de l'ADR » au Bangladesh.

## Vie privée
Kamal était mariée au professeur Husne Ara Kamal. Elle a pris sa retraite en tant que directrice de l'Institute of Social Welfare, Dacca University (ISWR) (1934-2009). Ils ont eu trois filles : Nashid Kamal (en), Naeela K Sattar et Nazeefa K Monem. Nashid Kamal est une chanteuse, un écrivain et un professeur de démographie. Naeela K Sattar est une enseignante spécialisée à Amherst, aux États-Unis, et également avocate (de Cornell, Ithaca, États-Unis). Nazeefa K Monem est titulaire d'une première classe en biochimie de l'université de Dacca (1994).
Kamal est décédé le 5 janvier 2015 d'une maladie cardiaque à Gulshan, Dacca, à l'âge de 81 ans.